# Porumbacu de Jos
Porumbacu de Jos (en hongrois : Alsóporumbák, en allemand : Unter-Bornbach) est une commune du județ de Sibiu en Roumanie.